# صبيح (القبيطة)

تعديل مصدري - تعديل

صبيح هي إحدى قرى عزلة القبيطة بمديرية القبيطة التابعة لمحافظة لحج، بلغ تعداد سكانها 100 نسمة حسب تعداد اليمن لعام 2004.